# Leptotogea pseudocomplacita
Leptotogea pseudocomplacita là một loài tò vò trong họ Ichneumonidae.